# 심장비대
심장비대(心臟肥大)는 심장이 커지는 의학적 상태를 말한다. 대개 비만증, 심장판막증, 고혈압, 관상동맥질환 등 심장에 더 많은 부담을 주는 기저 질환의 결과이나, 과로사의 한 형태로 나타나기도 한다. 심근병증 또한 심장비대와 관련이 있다.
심각할 경우 울혈성 심부전을 초래할 수 있다. 최근 연구에 따르면 심장비대는 돌연사의 위험이 더 높다고 한다.
심장비대는 시간이 지나면서 줄어들 수도 있지만, 심장이 커진 많은 사람들(확장성 심근병증)은 평생 약물 치료가 필요하다. 심장비대 가족력이 있다면 위험도가 올라간다.
예방에 도움이 되는 생활 습관 요인으로는 건강한 식단, 혈압 조절, 운동, 약물 치료가 있다. 피해야 할 것은 아나볼릭 안드로겐 스테로이드, 알코올, 코카인이 있다.

## 징후 및 증상
많은 사람들에게 심장비대는 무증상이다. 다른 경우에는 심장 비대가 혈액을 펌프질하는 신체의 능력에 영향을 미치기 시작하면 다음과 같은 울혈성 심부전 관련 증상이 나타날 수 있다.
- 심계항진 – 대개 판막과 관련된 심장의 불규칙한 박동
- 심한 숨가쁨 (특히 신체 활동 시)
- 가슴 통증
- 누워 있을 때 기침
- 피로
- 다리 부종
- 복부 둘레 증가
- 체중 증가
- 부종 – 붓기[16]
- 실신[15]

## 원인
심장비대의 원인은 잘 알려져 있지 않으며, 많은 경우 원인을 알 수 없다. 생활 습관 관련 위험 인자로는 흡연과 높은 콜레스테롤, 고혈압, 당뇨병이 있다. 비생활 습관 위험 인자로는 심장비대 가족력, 관상동맥질환(CAD), 선천성 심부전, 동맥경화증 질환, 심장판막증, 심장 독성 물질 노출, 수면 관련 호흡 장애(예: 수면 무호흡증), 지속적인 심장 부정맥, 비정상적인 심전도, 흉부 X선상의 심장비대 등이 있다.
연구 및 이전 사례의 증거는 다음 사항들을 심장비대의 가능한 원인으로 연결하고 있다.
심장비대의 가장 흔한 원인은 선천성(유전적 상속에 따라 환자가 타고나는 상태), 고혈압(좌측 심실을 비대하게 만들어 시간이 지남에 따라 심장 근육을 약화시킬 수 있음), 그리고 관상동맥 질환이다. 후자의 경우, 이 질환은 심장의 혈액 공급을 막아 조직 사멸을 유발하고, 이는 심장의 다른 부위가 더 열심히 일하게 만들어 심장 크기를 확장시킨다.
다른 가능한 원인은 다음과 같다.
- 심장 판막 질환
- 심근병증(심장 근육의 질환)[12]
- 폐동맥 고혈압[17]
- 심낭 삼출액(심장 주위의 액체)[18]
- 갑상샘 질환
- 혈색소증(혈액 내 과도한 철분)[19]
- 아밀로이드증[15]
- 샤가스병, 라틴아메리카에서 심장비대의 중요한 원인[20]
- 심장 바이러스 감염
- 임신 중, 출산 전후에 발생하는 심장비대(주산기 심근병증)
- 투석이 필요한 신장 질환
- 알코올 남용 또는 코카인 남용
- HIV 감염[14]
- 당뇨병[21]

심장비대는 운동선수 심장 증후군(AHS)의 일부로 비병리학적으로 발생할 수도 있는데, 이는 예를 들어 지구력 운동선수와 같이 매일 1시간 이상 신체 활동을 자주 하는 사람들에게서 흔히 나타나는 현상이다. AHS는 생리적 심장 재형성의 결과로, 이는 빈번한 신체 운동과 높은 피트니스 수준에 대한 자연적인 적응이다. AHS로 인한 심장비대는 대개 양성이고 가역적이지만, AHS가 의심되는 운동선수는 잠재적으로 생명을 위협하는 기저 심장 문제를 배제하기 위해 선별 검사를 받는 것이 중요하다.
최근 몇 년 동안, 몇몇 록 음악 및 헤비 메탈 드러머들이 약물 과다 복용으로 사망한 후, 검시 결과 그들이 심장비대를 앓고 있었으며, 이는 약물 남용과 록 드럼 연주에 수반되는 과로의 심혈관 효과가 복합적으로 작용하여 악화되었을 수 있다는 사실이 밝혀졌다. 이러한 사례로는 지미 '더 레브' 설리번 (어벤지드 세븐폴드)과 테일러 호킨스 (푸 파이터스) 등이 있다.

## 기전
심장 내에서 심장근육 조직의 작동 섬유는 크기가 증가한다. 심장이 더 열심히 일할수록 액틴과 미오신 필라멘트의 겹침이 줄어들어 심장근 섬유의 크기가 증가한다. 근육 섬유의 근절 내 단백질 필라멘트의 겹침이 적으면 서로 효과적으로 당기지 못하게 된다. 심장 조직이 너무 커지고 너무 많이 늘어나면 이 필라멘트들이 근육 섬유를 수축시키기 위해 서로 효과적으로 당기지 못하게 되어 심장의 슬라이딩 필라멘트 메커니즘에 영향을 미친다. 섬유가 제대로 수축하지 못하고 심장이 제대로 수축하지 못하면, 혈액은 다시 산소화하기 위해 폐로, 또는 신체의 작동 조직에 산소를 공급하기 위해 신체로 효과적으로 펌프질될 수 없다.
확대된 심장은 심장 내막에 혈전이 형성되기 더 쉽다. 이 혈전은 신체의 다른 부위에 형성되어 다른 장기로의 혈액 공급을 방해할 수 있다.

## 진단
심장비대를 진단하기 위해 다양한 기술과 검사가 사용된다. 이러한 검사는 심장이 얼마나 효율적으로 펌프질하는지 확인하고, 심장의 어떤 심실이 비대해졌는지 판단하며, 이전 심장마비의 증거를 찾고, 선천성 심장병이 있는지 여부를 확인하는 데 사용될 수 있다.

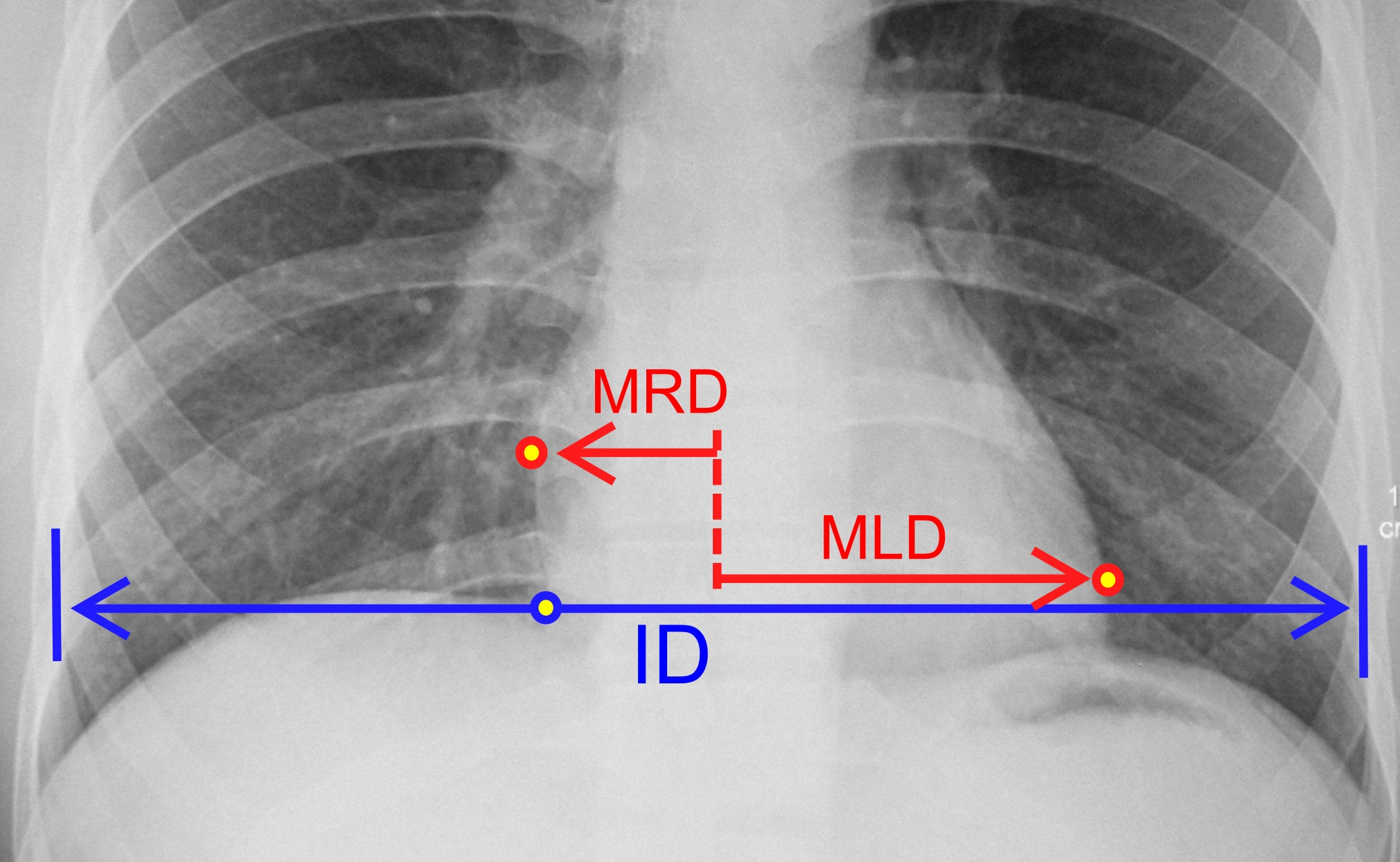
심흉비 =
여기서:
MRD = 중간선에서 우심장 경계까지의 최대 수직 직경
MLD = 중간선에서 좌심장 경계까지의 최대 수직 직경
ID = 우측 횡격막 수준에서의 흉부 내부 직경

- 흉부 엑스선: 엑스선 영상은 폐와 심장의 상태를 시각화하는 데 도움이 된다. X선에서 심장이 확대된 경우, 원인을 찾기 위해 다른 검사가 일반적으로 필요하다. X선에서 유용한 측정은 심장-흉곽 비율(cardiothoracic ratio)인데, 이는 심장의 횡단면 직경과 흉곽의 횡단면 직경을 비교한 것이다.[30] 이 직경은 후전방(PA) 흉부 X선에서 가장 넓은 가슴 부위를 사용하며, 옆 피부 가장자리보다는 폐의 흉막까지 측정한다. 비율이 50%를 초과하면 병리가 의심된다.[31] 이 측정법은 1919년에 군 신병을 선별하기 위해 처음 제안되었다. 이러한 X선을 사용하여 심장 건강을 평가하는 새로운 접근법은 심장 면적과 흉부 면적의 비율을 사용하며, 이를 2차원 심장-흉곽 비율이라고 한다.[32]
- 심전도: 이 검사는 피부에 부착된 전극을 통해 심장의 전기 활동을 기록한다. 임펄스는 파동으로 기록되어 모니터에 표시되거나 종이에 인쇄된다. 이 검사는 심장 박동 문제 진단과 심장마비로 인한 심장 손상 평가에 도움이 된다.[33]
- 심장 초음파: 이 검사는 음파를 사용하여 심장의 비디오 영상을 생성한다. 이 검사를 통해 심장의 네 개의 방을 평가할 수 있다.
- 스트레스 테스트: 운동 스트레스 테스트라고도 불리는 스트레스 테스트는 신체 활동 시 심장이 얼마나 잘 작동하는지에 대한 정보를 제공한다. 일반적으로 심장 박동, 혈압, 호흡을 모니터링하면서 트레드밀을 걷거나 고정식 자전거를 타는 것을 포함한다.
- 심장 컴퓨터 단층촬영(CT) 또는 자기공명영상(MRI). 이 기술들은 심장의 영상을 생성하여 검사할 수 있다.[34]
- 혈액 검사: 혈액 내 물질 수치를 확인하여 심장 문제를 나타낼 수 있는 혈액 검사를 지시할 수 있다. 혈액 검사는 다른 질환을 배제하는 데도 도움이 될 수 있다.[35]

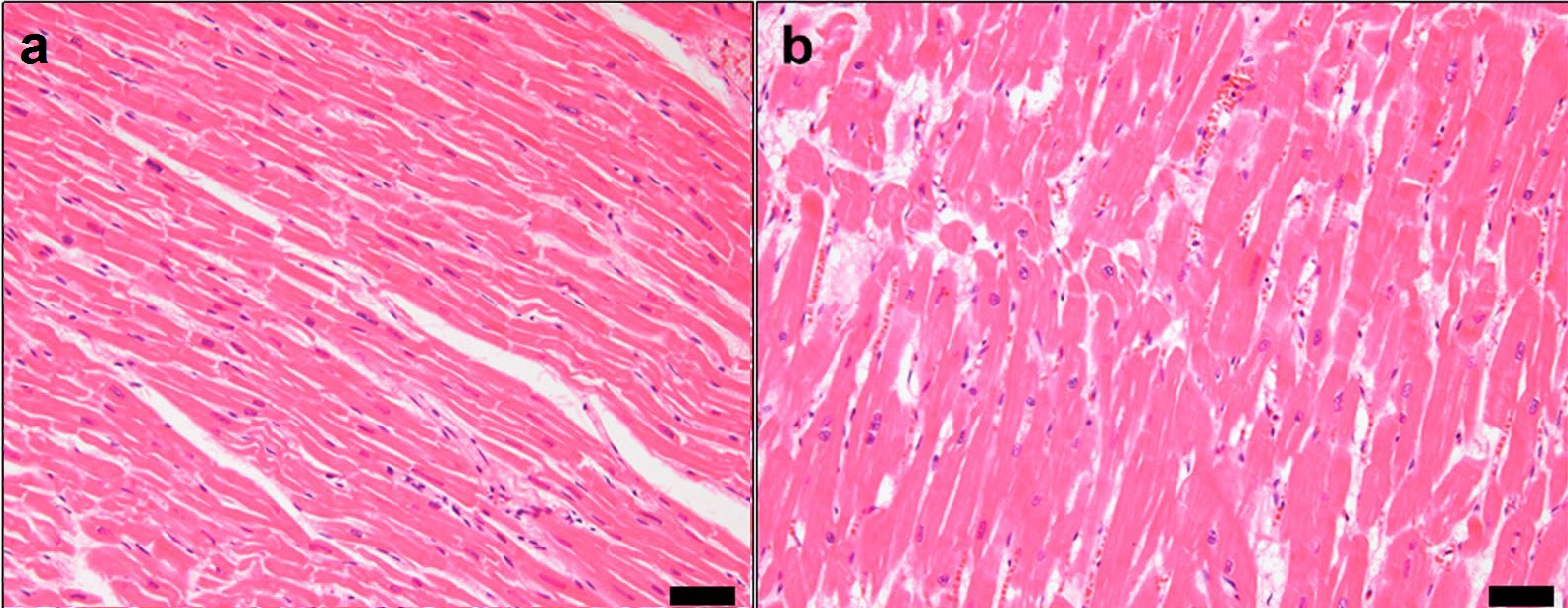
심근 비대의 조직 병리: (a) 정상 심근과 (b) 심근 비대. 스케일 바는 50 μm를 나타낸다.

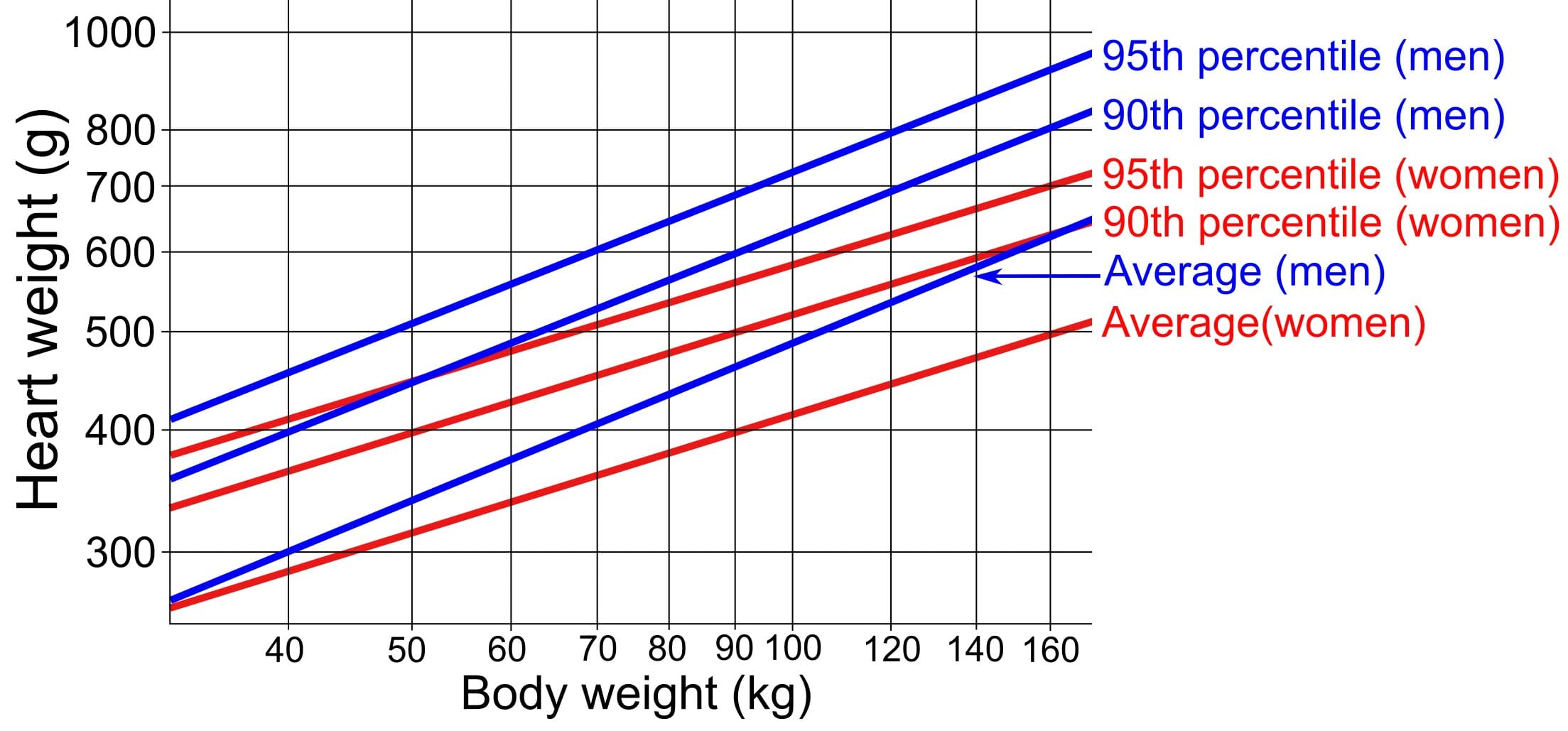
심장 대 신체 무게

- 심장 카테터 삽입술 및 생검: 이 시술에서는 서혜부에 카테터를 삽입하여 혈관을 통해 심장으로 통과시킨 다음, 심장 조직을 채취하여 실험실 분석을 위해 사용한다.[15]
- 검시: 심장비대는 여성의 경우 심장 무게가 399그램 초과, 남성의 경우 449그램 초과일 때 진단된다.[37]

## 분류
심장비대는 심장이 비대해진 주요 위치와 비대 구조에 따라 분류할 수 있다.
특정 하위 유형에는 운동선수 심장 증후군이 포함된다. 이는 스포츠 의학에서 흔히 볼 수 있는 비질병적 상태로, 심장이 커져 있고 안정 시 심박수가 정상보다 느린 것이 특징이다.

### 비대 위치별
- 심실비대
  - 좌심실 비대
  - 우심실 비대 / 폐성심
- 심방확장
  - 좌심방 확장
  - 우심방 확장

### 비대 구조별
확장성 심근병증은 가장 흔한 유형의 심장비대이다. 이 상태에서는 심장의 좌심실 및 우심실 벽이 얇아지고 늘어난다.
다른 유형에서는 심장의 좌심실이 비정상적으로 두꺼워진다. 비대는 대개 좌심실 확장의 원인이다. 비후성 심근병증은 일반적으로 유전되는 질환이다.

## 치료
치료는 약물과 의료/수술 절차의 조합을 포함한다. 다음은 몇 가지 치료 옵션이다.

### 약물
- 이뇨제: 체내 나트륨과 수분량을 낮춰 동맥과 심장의 압력을 낮추는 데 도움이 된다.[40]
- 안지오텐신 전환 효소 (ACE) 억제제: 혈압을 낮추고 펌핑 능력을 향상시킨다.[41]
- 안지오텐신 수용체 차단제(ARB): ACE 억제제 문제가 있는 환자에게 ACE 억제제의 이점을 제공한다.[42]
- 베타 차단제: 혈압을 낮추고 심장 기능을 개선시킨다.[43]
- 디곡신: 심장 펌핑 기능을 개선하고 심부전으로 인한 입원 필요성을 줄이는 데 도움이 된다.[44]
- 항응고제: 혈전 위험을 줄인다.[45]
- 항부정맥제: 정상적인 심장 박동을 유지한다.

### 심장 박동 조절 장치
- 박동조율기: 심실 간 수축을 조절한다. 부정맥 위험이 있는 사람에게는 약물 치료 또는 이식형 제세동기(ICD)를 사용한다.
- ICD: 심장 박동을 모니터링하고 비정상적인 심장 박동을 조절하기 위해 전기 충격을 가하는 작은 장치로, 가슴에 이식된다. 이 장치는 박동조율기로도 작동할 수 있다.

### 수술적 시술
- 판막 수술: 심장비대가 심장 판막 문제로 인해 발생한 경우, 수술로 판막을 제거하고 인공 판막 또는 돼지, 소, 사망한 인간 기증자의 조직 판막으로 교체할 수 있다. 판막을 통해 혈액이 역류하는 경우(판막 역류), 역류하는 판막은 수술적으로 수리하거나 교체할 수 있다.
- 관상동맥 우회술: 심장비대를 유발할 수 있는 관상동맥 질환을 치료한다.
- 좌심실 보조 장치: 약한 심장이 펌프질하는 데 도움을 주어, 잠재적으로 심장 이식을 기다리는 동안 또는 심부전의 장기 치료로 사용될 수 있다.
- 심장 이식: 다른 치료법이 실패한 후 최종적인 선택지를 제공한다.[15]

## 결과
심장비대 환자의 정확한 사망률은 알려져 있지 않다. 그러나 많은 사람들이 확장된 심장을 가지고 오랫동안 살아가며, 조기에 발견되면 치료를 통해 상태를 개선하고 수명을 연장하는 데 도움이 될 수 있다.
- 심장 기능상실: 가장 심각한 유형의 확장 심장 중 하나인 좌심실 확장은 심부전 위험을 증가시킨다. 심부전에서는 심장 근육이 약해지고 심실이 늘어나(확장되어) 심장이 몸 전체로 혈액을 효율적으로 펌프질할 수 없게 된다.
- 혈전: 혈전이 혈류에 들어가면 주요 장기로 가는 혈류를 차단하여 심장마비나 뇌졸중을 유발할 수 있다. 심장 오른쪽에 형성된 혈전은 폐로 이동하여 폐 색전증이라는 위험한 상태를 유발할 수 있다.
- 심잡음: 심장의 네 개 판막 중 두 개(즉, 승모판과 삼첨판)가 확장되어 제대로 닫히지 않아 혈액이 역류할 수 있다. 이러한 흐름은 심잡음이라고 불리는 소리를 만들어낸다.
- 심장비대는 일시적인 상태일 수 있으며 저절로 해결될 수 있다.

## 권장 생활 습관 변화
다음은 권장 사항이다.
- 금연
- 알코올 및 카페인 섭취 제한
- 건강한 체중 유지
- 매일 식단에 과일과 채소 늘리기
- 고지방 및 고당분 식품 섭취 제한
- 충분하고 편안한 수면 취하기

## 더 읽어보기
- Amin, Hina; Siddiqui, Waqas J. (2019). 〈Cardiomegaly〉. 《StatPearls》. StatPearls Publishing. PMID 31194436.
- Ampanozi, Garyfalia; Krinke, Eileen; Laberke, Patrick; Schweitzer, Wolf; Thali, Michael J.; Ebert, Lars C. (2018년 9월 1일). 《Comparing fist size to heart size is not a viable technique to assess cardiomegaly》. 《Cardiovascular Pathology》 36. 1–5쪽. doi:10.1016/j.carpath.2018.04.009. PMID 29859507. S2CID 44086023.
- Agostoni, PierGiuseppe; Cattadori, Gaia; Guazzi, Marco; Palermo, Pietro; Bussotti, Maurizio; Marenzi, Giancarlo (2000년 11월 1일). 《Cardiomegaly as a possible cause of lung dysfunction in patients with heart failure》. 《American Heart Journal》 140. A17–A21쪽. doi:10.1067/mhj.2000.110282. PMID 11054632.
- Luedde, Mark; Katus, Hugo; Frey, Norbert (2006년 1월 1일). 《Novel Molecular Targets in the Treatment of Cardiac Hypertrophy》. 《Recent Patents on Cardiovascular Drug Discovery》 1. 1–20쪽. doi:10.2174/157489006775244290. PMID 18221071.